# 朱光潜
朱光潜（1897年9月19日—1986年3月6日），字孟實，筆名孟實、孟石，男，安徽桐城人，中国美学家、翻译家，清華大學、北京大學、四川大學、武汉大学等教師。

## 生平

### 早年生活
六歲即開始接受父親朱若蘭嚴格的私塾教育，但他廣泛涉獵四書五經以外，諸如《飲冰室全集》等著述。1912年，十五歲時，開始就讀於孔城高小（今孔城鎮桐鄉書院內），熟讀古文及唐、宋詩奠定其中國古典文學的基礎。半年后考入桐城中學，棄時文而從古文，受國文教師潘季野薰陶，對中國舊詩產生了濃厚的興趣。1916年，中學肄業後，朱光潛到桐城大關北峽小學任教半年，進入武昌高等師範學校中文系學習。入學后很快考取北洋政府教育部派送生資格，於1918年至1922年，就讀於香港大學，學習了英國語言與文學、教育學、生物學、心理學等課程，奠定了其一生參與教育活動和學術活動的方向。期間曾受梁启超与胡適之新文化運動影響，毅然放棄古文和文言文，改寫白話文，不久即用白話文發表了其美學研究的處女作《無言之美》。
1923年6月，香港大學畢業後，經同班好友高覺敷介紹結識了吳淞中國公學的校長、清华大学的原校长張東蓀。夏，應邀到中國公學中學部教習英文課程，兼校刊《旬刊》的主編和上海大學邏輯學講師。1924年9月，因江浙戰爭爆發吳淞中國公學關閉，經夏丏尊介紹到浙江白馬湖春暉中學教書，因而結識朱自清、匡互生、豐子愷、葉聖陶等人。後來因不贊同經亨頤的辦學理念，決定離開春暉中學到上海和匡互生、夏丏尊一同創立立達學園，提出教育獨立自由的宣言，並一方面籌辦開明書局（出版作品皆以中學生為對象的出版社）和雜誌《一般》。

### 留學英法
1925年夏，考取安徽省公費取道蘇聯留學英國。9月，到愛丁堡大學選修英國文學、哲學、心理學、歐洲古代史和藝術史等。1928年7月，獲文學碩士。1929年上半年至倫敦大學學院聽莎士比亞課程，同時又在巴黎大學註冊，對研究西方哲學、藝術美學、心理學產生濃厚興趣。期間受巴黎大學文學院長德拉庫瓦教授所講授的藝術心理學啓發，起念寫下了《文藝心理學》；1931年1月，吳宓來英，與之結識。1931年11月，轉到法德邊界的斯特拉斯堡大學，於1933年獲得斯特拉斯堡大學博士學位，同時完成了其著作《悲劇心理學》。在歐洲留學期間，朱氏經常由於公費不發，經濟拮据，只得靠稿費維持生活。朱氏為開明書局的《一般》撰稿，曾輯成《給青年的十二封信》，該書反應了當時一些青年的心理狀況，暢銷全國。接著《變態心理學派別》（開明書局）、《談美》、《變態心理學》（商務印書館）、《文藝心理學》、《詩論》，及譯著的《美學原理》陸續問世。朱氏還在羅素的影響下寫過一部講述符號邏輯派別的書（交於商務印書館，後在抗日戰爭中遭焚毀）。

### 返國任教

#### 國民政府時期
1933年回國，聘為安徽大学文学院院长后。1933年7月，經好友徐中舒介紹給當時的北京大學文學院院長胡適，委聘為北京大學西語系教授、主任，除教西方名著選讀和文學批評史以外，還在北京大學中文系和清華大學的中文系研究班講授《文藝心理學》和《詩論》，後又應留法結識的好友徐悲鴻邀請到中央藝術學院教授了一年的《文藝心理學》。當時正值京派文藝和海派文藝對壘。京派於新月時期最盛，卻在詩人徐志摩死於飛機失事后日漸衰落。胡適、楊振聲等人想重振京派，便組織朱光潛、沈從文、周作人、林徽因等人組成編委會，籌辦《文學雜誌》。朱光潛時任主編，朱自清、聞一多、馮至、李廣田、何其芳、卞之琳等人常為雜誌撰稿。1937年8月，朱光潛隨校南下任国立长沙临时大学文学院教授。1937年8月，應四川大學代理校長張頤之約，任文學院院長。1938年底，國民政府委任程天放擔任川大校長，朱光潛因反對黨化教育而發起"拒程運動"。程到任後朱光潛心灰意冷，便接受陳源的邀請到樂山武漢大學任教。1941年9月，朱光潛出任武大教務長，整頓校風。1946年7月，国立西南聯合大學三校復校，朱光潛回到北大擔任西洋語言文學系主任。国民党六大召开前夕，朱光潛被列入朱家驊与陈立夫联名向蒋介石推荐的98名“最优秀教授党员”之一。但朱光潛對國民政府逐漸失望，也因此決定不隨政府撤退。

#### 中華人民共和國時期
1949年1月31日，和平接管北平後，朱光潛留在北大。他多次向北大校務委員會主任湯用彤請求辭去西語系主任一職，直到9月才獲准。11月27日，他在《人民日報》上發表《自我檢討》一文，作為政治表態。1950年冬，朱光潛參加了西北土地改革參觀團，1952年初，思想改造運動進入高潮，朱光潛成了北大西語系的重點改造對象，接受批判。朱光潛認真接受改造，同時開始閱讀馬克思主義著作並學習俄文。9月，北大搬到海淀的燕京大学校園，住在某位先生家的後灶房，直到1956年加入中國民主同盟後，才搬到燕东园27号。1957年，被選為全國文聯委員、政協委員，還被任命為中國科學院學部委員。章伯鈞、羅隆基遭到批判時，朱光潛也撰文《羅隆基要把知識分子勾引到什麼道路上去？》批判其“反黨”思想。1960年，北大哲學系開設美學教研室，朱光潛借調至哲學系講授美學史。1962年，他被請到中央黨校講授西方美學史，同時參與編寫西方美學史教材。文化大革命不久被指控為「反動學術權威」，遭到抄家並住進“牛棚”。1970年冬，朱光潛基本被解放，到北京大學聯合國文件資料翻譯組接受改造。
1976年文革結束後，朱光潛被恢復教授職務。1978年，當選全國政協常委。1980年，被選為中國美學學會第一屆會長。1983年3月，他应金耀基之邀去香港中文大学主持“錢賓四先生學術文化講座”，一开始他就声明自己的身份：「我不是一个共产党员，但是一个马克思主义者。」以此作為他对自己后半生的思想定位。他在講座中全面的介紹了維柯的思想和其對中國美學界的影響。

### 逝世
1984年夏朱光潜由于多年工作过于疲累，罹患疲劳综合症，出现脑血栓，儘管健康狀況大為轉差，他仍舊勤於執筆寫作。在朱氏逝世的前3日，他趁自己神志仍有稍许清醒，乘家人不防，竟艰难地沿梯独自悄悄向楼上书房爬去，家人发现急来劝阻，他嗫嚅地说，要赶在死前把《新科学》的注释部分完成。1986年3月6日，朱光潜在北京病逝，终年89岁。

## 學術成就
朱氏為中国现代美学的开拓者和奠基者之一。並致力於文藝思想硏究和批評、美學研究、美學教學，治學態度認真，介紹、翻譯、論著美學的著述極為豐富，多達六百餘萬字，開拓了中國美學研究的新領域。《西方美学史》是朱光潜最重要的一部著作之一，也是中国学者撰写的第一部美学史著作，具有开创性的学术价值，代表了中国研究西方美学思想的水平。对黑格尔《美学》的翻译，为他赢得了崇高声誉。他的数量众多的译著和译文为中国的美学研究和文艺理论研究铺平了前进的道路。早年，朱光潜受意大利美学家克罗齐影響，并对近代美学的的真正开山祖康德非常崇敬。主要研究文藝心理學。1949年以後，朱光潛根據馬克思主義提出美學的實踐論。1979年後，又為人性論，人道主義辯護。晚年最大的學術成就莫過於翻譯了維柯的《新科學》並對其進行了全面的引介。

## 著作

### 个人著述
- 給青年的十二封信〔1929〕
- 談美〔1932〕
- 悲劇心理學（1933）
- 文藝心理學〔1936〕
- 詩論〔1943〕
- 變態心理學派別〔1930〕
- 變態心理學〔1933〕
- 談文學（原載《中央周刊》）
- 談修養（原載《中央周刊》）
- 美學問題討論集 〔1958〕
- 西方美學史 （1963）
- 談美書簡〔1979〕
- 美學拾穗集

### 翻译作品
- 柏拉圖《文藝對話集》（1956）
- 黑格爾《美學》（1959、1970）
- 克羅齊《美學原理》
- 萊辛《拉奧孔》（1977）
- 愛克曼《歌德談話錄》（1978）
- 維柯《新科學》（1983）

### 畫像
- 朱光潛 / 江啟明 (Kong Kai Ming)  （页面存档备份，存于）  Portrait Gallery of Chinese Writers (Hong Kong Baptist University Library 香港浸會大學圖書館)